# RT Medical Systems
A RT Medical Systems é uma empresa brasileira de tecnologia médica que desenvolve softwares e hardwares utilizados no tratamento do câncer. Seus produtos se concentram no diagnóstico e no tratamento de doenças. A empresa fornece software para gerenciamento de clínicas oncológicas, centros de radioterapia e centros de diagnóstico por imagem. A Companhia já atuou no tratamento de mais de 18 mil pacientes.
A RT Medical Systems foi fundada em 2017 pelos cofundadores Pedro Piedade e Carlos Queiroz. . Em 2018, a empresa integra o programa de aceleração NVIDIA Inception. Em 2020 a empresa lançou um sistema para diagnóstico de COVID-19 . Em 2021 a empresa é eleita uma das 10 mais inovadoras do mundo no segmento de Radiologia pela revista Industry Wired. Em junho de 2021, a empresa é apresentada no maior evento de saúde do mundo a convite do governo brasileiro, a Convenção Internacional BIO. Em maio de 2022, a empresa lançou um sistema de imagens médicas na maior feira de produtos para saúde da América Latina.

## Produtos

### Sistema de informação de oncologia
O RT Connect é um visualizador de imagens médicas, Verificação dosimétrica independente e Sistema de Informação Oncológica . O software controla o fluxo de pacientes no setor de oncologia, contas médicas, prontuários e consultas.
O RT Connect possui um módulo para software de verificação dosimétrica independente para verificação secundária. O software realiza cálculos de unidade de monitora para radioterapia 3D, IMRT, VMAT, TomoTherapy, CyberKnife e Halcyon